# Palmarès del Football Club Internazionale Milano

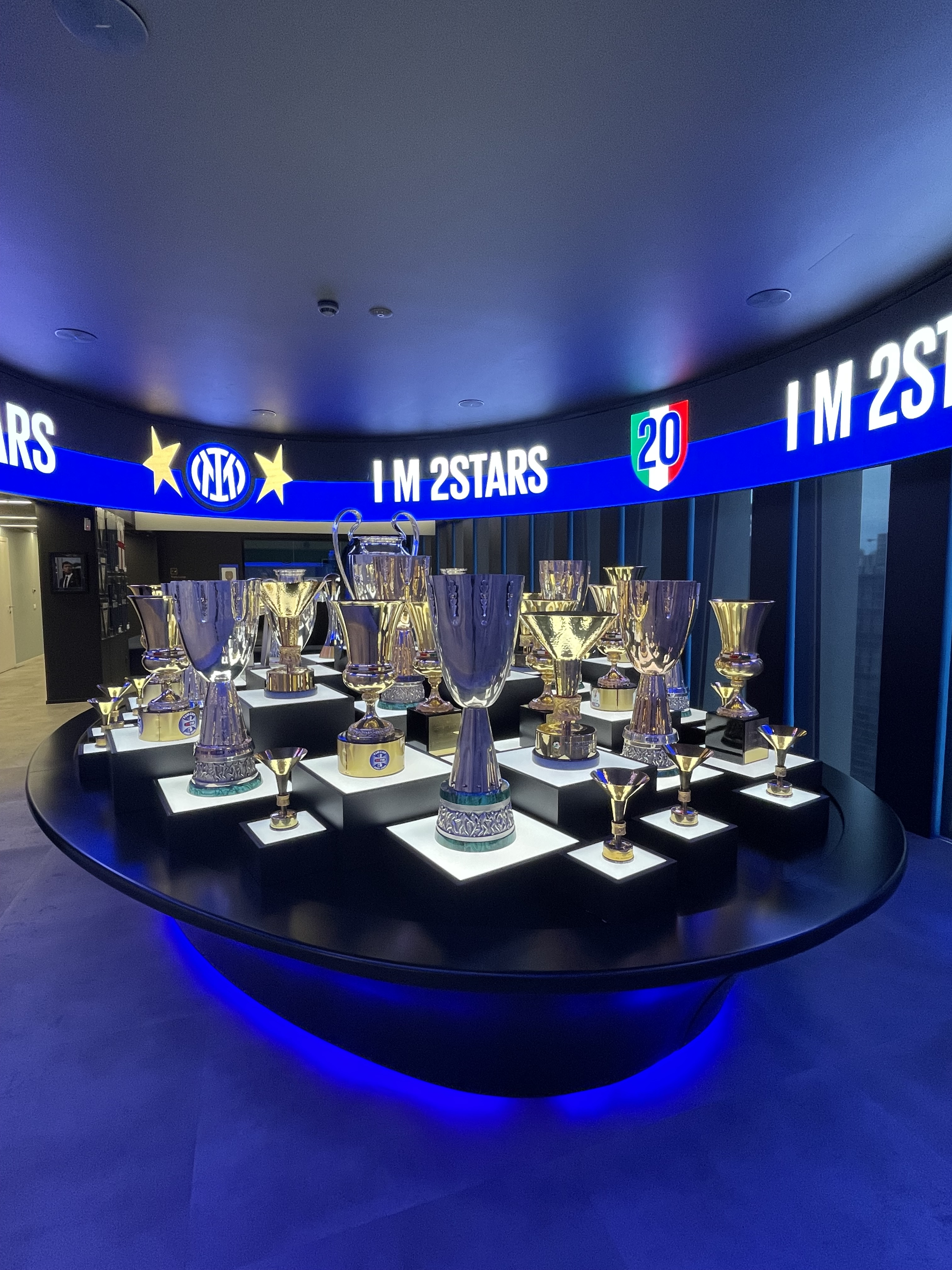
La sala dei trofei dell'Inter, nella sede sociale di viale della Liberazione (maggio 2024)

Il palmarès del Football Club Internazionale Milano lo rende una delle squadre di calcio più vittoriose d'Italia, nonché una tra le più titolate d'Europa e del mondo. L'Inter ha conquistato il campionato italiano per 20 volte, seconda in Italia per numero di scudetti dietro la Juventus, compresa una striscia di cinque titoli consecutivi dal 2006 al 2010, eguagliando la Juventus del Quinquennio d'oro e il Grande Torino. La società nerazzurra si è aggiudicata la Coppa Italia in 9 occasioni, di cui due consecutive in tre bienni differenti (2004-2005 e 2005-2006, 2009-2010 e 2010-2011, 2021-2022 e 2022-2023), posizionandosi al secondo posto a pari merito con la Roma a quota 9 trofei e dietro alla Juventus con 15 titoli. Infine, i nerazzurri hanno vinto 8 Supercoppe italiane, di cui detengono il record di tre vittorie di fila ottenute tra il 2021 e il 2023. 
Complessivamente, i 37 trofei nazionali fanno dell'Inter il secondo club italiano più titolato dopo la Juventus.
Le due stelle dorate presenti sulla divisa nerazzurra rappresentano i 20 campionati nazionali vinti dalla società. Il decimo alloro nazionale fu conquistato nella stagione 1965-1966 (l'Inter fu il secondo club italiano, dopo la Juventus, a poter esporre sulle maglie tale riconoscimento). Il traguardo del ventesimo scudetto è stato raggiunto nella stagione 2023-2024.
I suoi 9 trofei vinti e riconosciuti dalla FIFA in ambito internazionale la rendono attualmente la terza squadra italiana dietro Milan e Juventus, l'ottava in Europa e la diciassettesima al mondo per numero di tornei conquistati. L'Inter è seconda, a pari merito con la Juventus, il Liverpool e il Tottenham, per numero di titoli (3) in Coppa UEFA (nota come Europa League dall'edizione 2009-2010). È anche la terza società calcistica italiana per numero di vittorie in competizioni ufficiali (46). Nel 1964 l'Inter divenne la prima compagine italiana a vincere la Coppa Intercontinentale. È la prima, e sinora unica, squadra italiana ad aver centrato, nella stagione 2009-2010, il treble, ovvero la vittoria nello stesso anno del campionato italiano, della Coppa Italia e della Champions League; sempre nel 2010, con i successi anche della Supercoppa italiana e della Coppa del mondo per club FIFA è divenuta la prima, e sinora unica, compagine italiana ad aver vinto cinque trofei nell'arco di un anno solare.
Il club milanese fu inserito al terzo posto fra le società calcistiche italiane e al dodicesimo in assoluto nella lista dei migliori club del XX secolo stilata dalla FIFA il 23 dicembre 2000.
L'Inter, scelta come squadra mondiale dell'anno (en. World's Club Team of the Year) nel 1998 e nel 2010 dall'Istituto Internazionale di Storia e Statistica del Calcio, occupa il terzo posto tra i club italiani, il sesto a livello mondiale nella classifica stilata dalla sopraccitata organizzazione relativamente al periodo 1991-2008, e sempre il sesto posto nella classifica dei migliori club europei del XX secolo (en. Europe's Club of the Century) relativa al periodo 1901-2000.

## Prima squadra

### Competizioni ufficiali
46 trofei

#### Competizioni nazionali

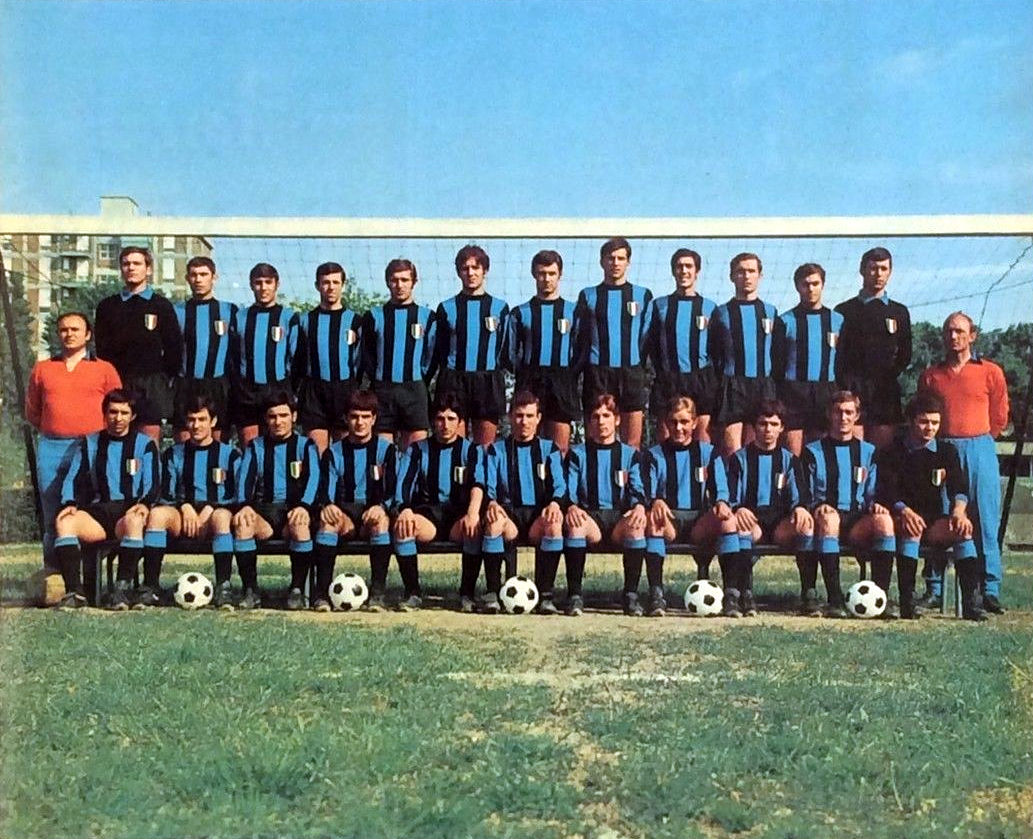
La rosa Primavera nerazzurra vincitrice del suo terzo scudetto nella stagione 1968-1969.

37 trofei
| Titolo/i | Titolo/i                           | Anno/i |
| -------- | ---------------------------------- | --- |
|          | Campionato italiano di Serie A: 20 | 1909-1910; 1919-1920; 1929-1930; 1937-1938; 1939-1940; 1952-1953; 1953-1954; 1962-1963; 1964-1965; 1965-1966 1970-1971; 1979-1980; 1988-1989; 2005-2006; 2006-2007; 2007-2008; 2008-2009; 2009-2010; 2020-2021; 2023-2024 |
|          | Coppa Italia: 9                    | 1938-1939; 1977-1978; 1981-1982; 2004-2005; 2005-2006; 2009-2010; 2010-2011; 2021-2022; 2022-2023 |
|          | Supercoppa italiana: 8             | 1989; 2005; 2006; 2008; 2010; 2021; 2022; 2023 |

#### Competizioni internazionali
9 trofei
| Titolo/i | Titolo/i                                                                  | Anno/i                          |
| -------- | ------------------------------------------------------------------------- | ------------------------------- |
|          | Coppa dei Campioni/UEFA Champions League: 3                               | 1963-1964; 1964-1965; 2009-2010 |
|          | Coppa UEFA: 3 (record italiano condiviso con la Juventus)                 | 1990-1991; 1993-1994; 1997-1998 |
|          | Coppa Intercontinentale: 2                                                | 1964; 1965                      |
|          | Coppa del mondo per club FIFA: 1 (record italiano condiviso con il Milan) | 2010                            |

### Altre competizioni

#### Competizioni nazionali
- Torneo Saronno: 1

1912
- Targa Castoldi: 1

1913
- Coppa Beretta-Rietmann: 1

1913
- Coppa Elvezia: 1

1913
- Coppa Legnano: 1

1913
- Torneo di Pasqua: 1

1913
- Scarpa d'argento Gerolamo Radice: 1

1913
- Coppa di Capodanno: 1

1913
- Campionato Lombardo-Piemontese: 1

1913-1914
- Coppa del Consolato: 1

1914
- Coppa Pratti: 1

1915
- Campionato Interregionale: 2

1914-1915; 1926-1927
- Coppa Nino Biffi: 1

1918
- Campionato Regionale: 1

1919-1920
- Coppa Velodromo Sempione: 1

1920
- Trofeo La Chaux-de-Fonds: 1

1920
- Trofeo Inaugurazione San Siro: 1

1926
- Trofeo Lombardi e Macchi: 2

1927; 1929
- Torneo dei Veterani: 1

1929
- Trofeo Palla d'oro: 1

1931
- Coppa Pozzani: 1

1932
- Torneo di Natale: 1

1934-1935
- Coppa del primato cittadino: 3

1937; giugno 1941; settembre 1941
- Coppe Giuseppe Caimi: 2

1940; 1941
- Coppa Barbesino: 1

1943
- Torneo di Firenze: 1

1943
- Campionato Lombardo[9]: 1

1944
- Coppa Pasinetti: 1

1953
- Coppa Emilio Violanti: 1

1968
- Torneo Città di Milano: 1

1969
- Coppa Renato Dall'Ara[10]: 6

1977-1978; 1981-1982; 2004-2005; 2005-2006; 2009-2010; 2010-2011
- Torneo del Tirreno: 1

1978
- Coppa 70 anni Alessandria Calcio: 1

1982
- Memorial Giorgio Ghezzi: 1

1992
- Torneo Squibb: 1

1993
- Memorial Luigi Campedelli: 1

1993
- Trofeo La Favorita: 1

1997
- Trofeo Vincenzo Spagnolo: 1

1998
- Triangolare di Saint-Vincent: 1

2000
- Trofeo Birra Moretti: 3

2001; 2002; 2007
- Trofeo TIM: 8 (record)

2002; 2003; 2004; 2005; 2007; 2010; 2011; 2012
- Triangolare di Bolzano: 1

2005
- Coppa del 150º anniversario dell'Unità d'Italia[11]: 1

2010-2011
- Trofeo Luigi Berlusconi: 1

2015

#### Competizioni internazionali
- Medaglia d'oro Chiasso: 1

1908
- Coppa Città di Lugano: 1

1912
- Palla d'oro Moet Chandon: 1

1910
- Turnier Sankt Moritz: 1

1911
- Targa Ansbacher: 1

1914
- Torneo italo-austro-ungherese: 1

1930
- Vienna Cup: 2

1933; 1981
- Trofeo città di Marsiglia: 1

1935
- Torneo USA: 1

1949
- Trofeo RC Paris: 1

1952
- Trofeo Città di Göteborg: 1

1953
- Trofeo Città di Zurigo: 1

1962
- Trofeo Suarez: 1

1962
- New York Cup: 1

1967
- Torneo Zürich: 1

1969
- Torneo Azteca Copa de Oro: 1

1974
- Mundialito per club[12]: 1

1981
- Torneo Presidenziale della Repubblica del Venezuela: 1

1982
- Santis Cup: 1

1992
- Toronto Cup: 1

1992
- Trofeo Santiago Bernabéu: 2

1993; 2001
- Triangolare di Milano (Inter/Flamengo/Saragozza): 1

1993
- Trofeo Angelo Moratti: 1

1995
- Memorial Armando Picchi: 1

1995
- Trofeo Pirelli: 11 (record)

1996; 1997; 2000; 2001; 2002; 2003; 2006; 2007; 2008; 2009; 2010
- Trofeo Ciudad de Vigo: 1

1996
- Memorial Pier Cesare Baretti: 1

1998
- Trofeo Credit Suisse Winterthur Cup: 1

1999
- Ronaldo day: 1

2001
- La Valletta Cup: 1

2002
- Sud Tirol Cup: 3

2003; 2005; 2008
- Trofeo SKY: 1

2004
- Trofeo Banca Popolare di Novara: 1

2004
- SKY TV Trophy: 1

2005
- Trofeo Ciudad de Palma: 1

2006
- Barhain Cup: 1

2007
- Eusébio Cup: 1

2008
- Franz Beckenbauer Cup: 1

2008
- Champions League Indoor: 1

2011
- Trofeo Casino Marbella: 1

2017
- International Champions Cup: 1

2017
- 110 Summer Cup: 1

2018
- Casinò Lugano Cup: 1

2019
- International Super Cup: 1

2019
- Trofeo Naranja: 1

2019
- Lugano Region Cup: 1

2021
- Lugano Super Cup: 1

2022

### Altri piazzamenti

#### Competizioni nazionali

##### Competizioni ufficiali
- Campionato italiano di Serie A

Secondo posto: 1932-1933; 1933-1934; 1934-1935; 1940-1941; 1948-1949; 1950-1951; 1961-1962; 1963-1964; 1966-1967; 1969-1970; 1992-1993; 1997-1998; 2002-2003; 2010-2011; 2019-2020; 2021-2022; 2024-2025
Terzo posto: 1938-1939; 1949-1950; 1951-1952; 1955-1956; 1958-1959; 1960-1961; 1982-1983; 1984-1985; 1986-1987; 1989-1990; 1990-1991; 1996-1997; 2001-2002; 2004-2005; 2022-2023
- Coppa Italia

Finalista: 1958-1959; 1964-1965; 1976-1977; 1999-2000; 2006-2007; 2007-2008
Semifinalista: 1936-1937; 1937-1938; 1965-1966; 1966-1967; 1971-1972; 1972-1973; 1973-1974; 1974-1975; 1975-1976; 1982-1983; 1984-1985; 1987-1988; 1995-1996; 1996-1997; 1998-1999; 2003-2004; 2008-2009; 2012-2013; 2015-2016; 2019-2020; 2020-2021; 2024-2025
- Supercoppa italiana

Finalista: 2000; 2007; 2009; 2011; 2024

##### Altre competizioni
- Trofeo Nazionale di Lega Armando Picchi

Finalista: 1971

#### Competizioni internazionali

##### Competizioni ufficiali
- Coppa dei Campioni/UEFA Champions League

Finalista: 1966-1967; 1971-1972; 2022-2023; 2024-2025
Semifinale: 1965-1966; 1980-1981; 2002-2003
- Coppa UEFA/UEFA Europa League

Finalista: 1996-1997; 2019-2020
Semifinale: 1984-1985; 1985-1986; 2001-2002
- Supercoppa UEFA

Finalista: 2010
- Supercoppa dei Campioni Intercontinentali

Finalista: 1968

##### Altre competizioni
- Coppa dell'Europa Centrale

Finalista: 1933
Semifinalista: 1930; 1936
- Coppa delle Fiere[14]

Semifinalista: 1960-1961; 1969-1970

## Seconda squadra

### Squadra Riserve
- Campionato Riserve: 1

1937-1938
- Campionato De Martino: 8 (record)

1956-1957; 1957-1958; 1958-1959; 1960-1961; 1961-1962; 1962-1963; 1965-1966; 1974-1975

### Terza squadra
- Campionato Cadetti: 1

1959-1960

## Settore giovanile
Il settore giovanile dell'Inter è uno dei più vittoriosi della sua categoria sia in ambito nazionale, avendo conquistato 37 titoli di campione d'Italia, sia internazionale, con numerosi trofei ufficiali, tra i quali alcuni relativi alle competizioni più importanti al mondo nella categoria, come ad esempio il Torneo di Viareggio, vinto 8 volte, l'ultima nel 2018.
Fra i primati assoluti conquistati dalle squadre giovanili maschili dell'Inter, si segnalano la vittoria contemporanea di tre dei quattro titoli italiani nel 2012 (Primavera, Juniores-Berretti e Giovanissimi) e di tre scudetti su cinque nel 2017 (Primavera, Juniores-Berretti e Allievi) e 2018 (Primavera, Under-16 e Giovanissimi), nonché il raggiungimento simultaneo di quattro finali su cinque dei campionati nel 2017 e nel 2019.
In ambito internazionale, inoltre, sono particolarmente degni di nota la partecipazione nel 2007 all'edizione inaugurale della Champions Youth Cup in Malaysia (una sorta di campionato mondiale per club giovanili organizzato dal G-14), nella quale venne eliminata nei quarti di finale, la vittoria nel 2010 da parte della formazione Under-18 nella prima e unica edizione della Champions Under-18 Challenge, battendo i pari età del Bayern Monaco per 2-0, e il successo nel 2012 della squadra Under-19 nella prima edizione della NextGen Series (una sorta di Champions League non ufficiale riservata alle formazioni giovanili).
Qui di seguito è riportato il palmarès dell'Inter a livello giovanile secondo le rispettive formazioni.

### Squadra Primavera (Under-19)
A livello nazionale la Primavera dell'Inter partecipa al Campionato Primavera, competizione in cui è la squadra con più titoli vinti (11), e alla Coppa Italia di categoria, competizione in cui risulta terza per numero di vittorie (6).
In ambito internazionale partecipa ogni anno al Torneo di Viareggio, ufficialmente noto come Viareggio Cup World Football Tournament – Coppa Carnevale, uno dei tornei giovanili più prestigiosi al mondo, riconosciuto ufficialmente da CONI, FIGC, UEFA e FIFA. Nella citata competizione occupa il terzo posto generale per numero di trofei vinti nel torneo, 8 (a pari merito con la Fiorentina).

#### Competizioni nazionali
- Campionato Primavera: 11  (record)

1963-1964; 1965-1966; 1968-1969; 1988-1989; 2001-2002; 2006-2007; 2011-2012; 2016-2017; 2017-2018; 2021-2022; 2024-2025
- Coppa Italia Primavera: 6

1972-1973; 1975-1976; 1976-1977; 1977-1978; 2005-2006; 2015-2016
- Supercoppa Primavera: 1

2017
- Memorial Paolo Ferraris: 2

1988; 1991
- De Cecco Cup: 2

2006; 2008
- Memorial Giovanni Giglio: 2

2008; 2015
- Memorial Giorgio Lago: 3

2009; 2010; 2011
- Trofeo Memorial Mamma Cairo: 4

2014; 2015; 2017; 2018
- Memorial Pasquale Quadri: 1

2017

#### Competizioni internazionali
- Torneo Internazionale Under-19 Bellinzona: 9 (record)

1946; 1949; 1966; 1979; 1986; 1987; 1988; 1989; 2014
- Tournoi Juniors du Servette FC: 5

1953; 1954; 1955; 1957; 1961
- Torneo di Viareggio: 8

1962; 1971; 1986; 2002; 2008; 2011; 2015; 2018
- Tournoi International Juniors U-19 de Croix: 1

1964
- Torneo Città di Vignola: 8

1975; 1983; 1989; 1990; 1991; 2014; 2015; 2017
- Tournoi Espoirs U-20 du CS Chênois: 1

1976
- Blue Stars/FIFA Youth Cup: 1

1983
- Trofeo Dossena: 3

1990; 1992; 2014
- Torneo Città di Bergamo: 2

1998; 1999
- Torneo giovanili U-19 Naters: 1

1999
- Champions Under-18 Challenge: 1

2010
- NextGen Series: 1

2011-2012
- Trentino Cup: 1

2014
- Torneo Oberndorf: 2

2015; 2016
- Otten Cup: 2

2017; 2019

### Squadra Under-18
La Squadra Berretti partecipa ogni anno al campionato nazionale della categoria, competizione dove è terza tra le squadre col maggior numero di vittorie con 6.

#### Competizioni nazionali
- Campionato Nazionale Dante Berretti: 6

1979-1980; 1983-1984; 1990-1991; 2011-2012; 2015-2016; 2016-2017

### Squadre Allievi (Under-17)
La divisione giovanile Allievi è suddivisa in due formazioni di calciatori tra i quindici e diciassette anni d'età. Nella gerarchia delle squadre calcistiche giovanili italiane è posta prima delle Giovanissimi.

#### Squadra Allievi Nazionali
La Squadra Allievi Nazionali partecipa al torneo nazionale della categoria, che ha vinto per otto volte, e in passato al Campionato Ragazzi, che ha vinto in una occasione.
La compagine nerazzurra è terza nella graduatoria per vittorie nel Torneo Città di Arco – una delle principali manifestazioni a livello Under-16 –, con 3 titoli in bacheca, a pari merito con Lanerossi Vicenza, Hellas Verona e Atalanta.
L'Inter è il club di maggior successo (8 titoli) nel Torneo Internazionale Carlin's Boys, uno dei principali campionati al mondo a livello U-17 riconosciuti dalla FIFA nonché il più antico campionato giovanile organizzato in Italia.

##### Competizioni nazionali
- Campionato Ragazzi: 1

1937-1938
- Campionato Allievi Nazionali: 8

1984-1985; 1986-1987; 1990-1991; 1997-1998; 2007-2008; 2013-2014; 2016-2017; 2018-2019
- Supercoppa Allievi: 3

2014; 2017; 2019
- Torneo Giulietta e Romeo: 1

2007
- Memorial Giovanni Giglio: 1

2008
- Memorial Riccardo Neri e Alessio Ferramosca: 1

2015
- Live Soccer Cup: 1

2016

##### Competizioni internazionali
- Torneo Internazionale Carlin's Boys: 8

1948; 1953; 1954; 1956; 1970; 1990; 2012; 2014
- Torneo Internazionale Maggioni-Righi: 1

1990
- Torneo Città di Arco Beppe Viola: 3

1999; 2011; 2012
- Torneo Andrea Boscione: 1

2015
- Memorial Pasquale Quadri: 1

2017
- Memorial Pierluigi Casiraghi: 1

2018

#### Squadra Allievi Regionali
La Squadra Allievi Regionali partecipa ai campionati regionali della categoria.

##### Competizioni nazionali
- Torneo Internazionale Città di Gradisca - Trofeo Nereo Rocco: 1

2000
- Memorial Davide Chiappetta: 1

2007
- Memorial Dario Bobbato: 2

2007; 2008
- Junior Cup: 1

2010
- Torneo Erregierre: 2

2010; 2011
- Torneo Giovani Speranze - Città di Francavilla Fontana: 3

2010; 2011; 2016
- Memorial Angelo Seveso: 2

2012; 2015
- Memorial Aldo Tunesi: 1

2012
- Torneo Ielasi: 1

2014
- Memorial R.J. Mendoza: 1

2016

##### Competizioni internazionali
- Coppa Gaetano Scirea: 3

2002; 2009; 2010
- Trofeo città di San Bonifacio: 2

2010; 2012
- Torneo Anselmo Fagni: 1

2011
- Memorial Riccardo Santoru - Cagliari City Cup: 1

2012
- Memorial Dario Lorenzini: 1

2013
- Lazio Cup: 3

2013; 2014; 2015
- Trofeo Arpad Weisz: 1

2015

### Squadra Under-16
La divisione giovanile Under 16 fu istituita nella stagione sportiva 2016-2017.

#### Competizioni nazionali
- Campionato Nazionale Under-16: 1

2017-2018
- Memorial Miguel Vituliano: 1

2017
- Memorial Peppino Prisco: 1

2017

### Squadre Giovanissimi (Under-15)
La divisione giovanile Giovanissimi è suddivisa in cinque formazioni di calciatori tra i dodici e quattordici anni d'età. Nella gerarchia delle squadre calcistiche giovanili italiane è posta prima degli Esordienti.

#### Squadra Giovanissimi Nazionali
La Squadra Giovanissimi Nazionali, anche nota come Giovanissimi Professionisti partecipa al campionato italiano della categoria, del quale detiene il record di vittorie (10).

##### Competizioni nazionali
- Campionato Nazionale Under-15: 10 (record)

1987-1988; 1996-1997; 2002-2003; 2005-2006; 2008-2009; 2011-2012; 2012-2013; 2014-2015; 2017-2018; 2022-2023
- Supercoppa Under-15: 1

2018
- Nike Premier Cup (Edizione Italiana): 2

2012; 2016
- Boing Cup: 1

2014

##### Competizioni internazionali
- Memorial Gaetano Scirea: 8

1993; 1996; 2005; 2008; 2011; 2013; 2014; 2016
- Torneo Del Garda e Valle Sabbia - Città di Gavardo: 5

2002; 2003; 2014; 2015; 2017
- Coppa Angelo Quarenghi: 5

2009; 2010; 2011; 2014; 2016
- Coppa dell'Amicizia: 1

2012

#### Squadra Giovanissimi Regionali
La Squadra Giovanissimi Regionali partecipa ai campionati regionali della categoria.

##### Competizioni nazionali
- Campionato Giovanissimi Regionali U-14: 7

2009-2010; 2010-2011; 2011-2012; 2014-2015; 2015-2016; 2017-2018; 2021-2022
- Campionato Giovanissimi Regionali "B" U-13: 1

2017-2018
- Torneo Città di Padova: 2

2005; 2007
- Memorial Emanuele Riva: 4

2009; 2010; 2012; 2013
- Memorial Vincenzo Muccioli: 1

2011
- Torneo Città di Sondrio: 1

2011
- Torneo Davide Eleni: 2

2011; 2014
- Trofeo Melis: 1

2012
- Torneo Enea Braghin: 3

2014; 2015; 2016
- Memorial Giacinto Facchetti: 4

2014; 2015; 2016; 2018
- Memorial Guido Settembrino: 1

2015
- Torneo Tracco Fossa: 2

2016; 2019
- Live Soccer Cup: 1

2017
- Memorial Halima Haider: 1

2018

##### Competizioni internazionali
- Bracco Cup - Torneo Carletto Annovazzi: 20

1981; 1982; 1984; 1985; 1986; 1990; 1991; 1992; 1993; 1997; 2000; 2006; 2007; 2014; 2015; 2016; 2017; 2018; 2019; 2022
- Gothia Cup:

1985
- Memorial Michele Cara: 3

1999; 2001; 2002
- Memorial Enrico Cucchi: 3

2000; 2003; 2013
- Torneo Piccole Grandi Squadre: 2

2001; 2011
- Trofeo Carnevale Città di Gallipoli: 5

2005; 2007; 2011; 2012; 2015
- Torneo Città di Cairo Montenotte: 4

2006; 2008; 2012; 2019
- Torneo Renzo Trovò: 4

2010; 2011; 2012; 2013
- Memorial Graziano Peretti: 1

2011
- Memorial Ielasi: 2

2011; 2012
- Trofeo Costa Gaia - Conad Cup: 2

2013; 2015
- Memorial Cristina Varani - Città di Ardea: 1

2015
- Alpignano Cup: 1

2015
- Trofeo Daniel Ruiz Bazan: 1

2016
- Torneo Dani Guedes: 1

2016
- Ravenna Top Cup: 1

2016

### Squadra Esordienti (Under-12)
La Squadra Giovanissimi Esordienti partecipa a vari tornei nazionali e internazionali U-13.

#### Competizioni nazionali
- Torneo Tracco Fossa: 7

2005; 2006; 2007; 2008; 2009; 2011; 2015
- Memorial Renato Ferri: 3

2005; 2007; 2010
- Torneo Amici dei Bambini: 3

2006; 2007; 2011
- Torneo Francesco Zagatti: 2

2010; 2015
- Torneo Frutteti: 1

2013
- Memorial Piermario Morosini: 1

2014
- Memorial Paolo Puleo: 2

2014; 2016
- Memorial Giacinto Facchetti: 1

2015
- Memorial Stefano Borgonovo: 1

2015

#### Competizioni internazionali
- Torneo Città di Abano Terme: 6

1999; 2005; 2006; 2011; 2014; 2016
- Memorial Ivanoe Fraizzoli: 3

2003; 2004; 2005
- Torneo Valmarecchia: 2

2007; 2009
- Torneo Romolo Conti: 2

2007; 2011
- Torneo de Formentera: 1

2009
- Torneo Arousa Futbol: 3

2010; 2011; 2014
- Torneo Calcio e Coriandoli: 1

2011
- Torneo Petra Antiqua: 1

2011
- Torneo Manlio Selis: 2

2011; 2012
- Trofeo Renzo Brizzi-Chicco Pisani: 3

2011; 2012; 2013
- Memorial Marovelli: 1

2012
- Memorial Vincenzo Romano: 1

2012
- Memorial Daniele Mariotti - Città di Montecatini Terme: 3

2012; 2013; 2015
- Memorial Stefano Lesma: 1

2014
- Memorial Niccolò Galli: 3

2014; 2015; 2016
- Memorial Flavio Protti: 1

2015
- Mundialito: 2

2016; 2017
- Europe Cup - Memorial Sergio Castelletti: 1

2017

### Squadra Pulcini (Under-11)
La Squadra Pulcini partecipa a vari tornei U-11 a livello nazionale e internazionale.

#### Competizioni nazionali
- Memorial Pietro Martinelli: 5

1987; 1996; 2000; 2001; 2013
- Torneo Valmarecchia: 1

2009
- Memorial Giuseppe Prisco: 6

2009; 2010; 2011; 2012; 2013; 2015
- Torneo Città di Ala: 1

2011
- Torneo Primavera 2011: 1

2011
- Torneo Fondazione Stefano Borgonovo: 1

2011
- Torneo Oratorio San Luigi Gonzala: 1

2011
- Memorial Benito Lorenzi: 1

2011
- Torneo Giovanni Maiorano: 1

2011
- Memorial Alfredo Donati: 1

2011
- Memorial Luca e Giorgio Drago: 1

2011
- Memorial Remigi: 1

2011
- Trofeo Città di Carpi: 2

2011; 2014
- Trofeo Breno: 1

2012
- Torneo Primavera Gialloblu: 1

2012
- Trofeo Granata: 1

2012
- Memorial Vitariello: 1

2012
- Torneo Scirea: 1

2012
- Fermo Cup: 1

2012
- Città di Pavia Junior Cup: 1

2012
- Torneo Settembre RossoBlu: 1

2012
- Torneo Nico nel Cuore: 1

2012
- Trofeo Pro Victoria: 1

2012
- Torneo dei Derby: 2

2012; 2013

#### Competizioni internazionali
- Torneo Pavia di Udine: 1

2012
- Friends Cup: 2

2012; 2013
- Prestige International Cup: 1

2013
- Torneo Mini Mundial: 1

2017
- Persimmon Cup: 1

2018

## Riconoscimenti
Si riporta una lista di diversi premi e riconoscimenti, in ordine cronologico, conferiti all'Inter da parte delle organizzazioni calcistiche, storico-sportive e di stampa in base ai suoi meriti sportivi nel corso degli anni.

### A livello nazionale
- Premiata quale Squadra sportiva italiana dell'anno dal quotidiano italiano La Gazzetta dello Sport: 2[30]

2008; 2010
- Premiata quale Squadra italiana dell'anno dall'Associazione Italiana Calciatori (AIC): 2[31]

2009; 2010
- Premiata quale Società italiana dell'anno dall'Associazione Italiana Calciatori (AIC): 2[32][33]

2021; 2024

### A livello internazionale
- Inserita al primo posto, con cadenza mensile, del ranking mondiale per club dall'International Federation of Football History and Statistics (IFFHS)[34]

In 23 occasioni dall'istituzione del ranking nel 1991
- Premiata quale Squadra mondiale dell'anno dall'IFFHS: 2[35]

1998; 2010
- Premiata quale Squadra mondiale del mese dall'IFFHS: 5[36]

Gennaio 2005; Novembre 2006; Gennaio 2007; Dicembre 2007; Maggio 2010
- Nominata Miglior club italiano e quinto miglior club a livello europeo del primo decennio (periodo 2001-2010) del XXI secolo dall'IFFHS[37]

15 febbraio 2011
- Inserita al nono posto nella classifica dei primi cento club nella storia delle competizioni europee dalla rivista francese L'Équipe[38]

Giugno 2015
- Inserita all'ottavo posto nella classifica dei primi quaranta club nella storia delle competizioni europee dall'emittente inglese BBC[39]

Aprile 2020

#### Inserimenti in liste secolari
- Inserita al dodicesimo posto nella lista dei migliori club del XX secolo a livello mondiale[40] dalla Federazione Internazionale del Calcio (FIFA)[41]

23 dicembre 2000
- Inserita al sesto posto nella lista dei migliori club europei del XX secolo dall'IFFHS[42]

10 settembre 2009
- Inserita al sesto posto nell'All-Time Club World Ranking dall'IFFHS[43]

Durante tre anni dall'istituzione del ranking nel 2007

### Altri
- Guerin d'oro alla militanza ininterrotta in Serie A: 1

1987
- Premiata con la Champions of Europe plaque dall'Unione delle Federazioni Calcistiche Europee (UEFA): 2[44][45]

2005; 2015
- Premio Gianni Brera allo sportivo dell'anno: 2

2007; 2010
- Insignita del FIFA Fair Play Award per la partecipazione alla Coppa del mondo per club FIFA 2010[46]

2010

### Liste
- Club vincitori delle competizioni UEFA per club
- Società calcistiche campioni del mondo
- Società calcistiche vincitrici delle competizioni confederali e interconfederali

### Riconoscimenti
- Migliori club del XX secolo FIFA
- Migliori club del XX secolo per ogni continente IFFHS

### Voci affini
- Allenatori del Football Club Internazionale Milano
- Calciatori del Football Club Internazionale Milano